# Mpulungu
Mpulungu é uma cidade e um distrito da Zâmbia, localizados na província Norte.